# 云南铁线莲
云南铁线莲（学名：Clematis yunnanensis）为毛茛科铁线莲属下的一个种。种加词 yunnanensis 意为“云南的”。